# Tim Verbeek
Tim Verbeek (wł. Willem Christiaan "Tim" Verbeek, ur. 23 marca 1985) – holenderski brydżysta z tytułem World Master w kategorii Open (WBF).

## Wyniki brydżowe

### Olimpiady
Na olimpiadach uzyskał następujące rezultaty:
| Olimpiady brydżowe. Zawody teamów | Olimpiady brydżowe. Zawody teamów | Olimpiady brydżowe. Zawody teamów     | Olimpiady brydżowe. Zawody teamów | Olimpiady brydżowe. Zawody teamów | Olimpiady brydżowe. Zawody teamów |
| Rok                               | Miejsce                           | Zawody                                | Kategoria                         | Drużyna                           | Pozycja                           |
| --------------------------------- | --------------------------------- | ------------------------------------- | --------------------------------- | --------------------------------- | --------------------------------- |
| 2008                              | Pekin                             | 1. Światowe Zawody Sportów Umysłowych | Juniorzy                          | Netherland                        | 32                                |

| Olimpiady brydżowe. Zawody Par | Olimpiady brydżowe. Zawody Par | Olimpiady brydżowe. Zawody Par        | Olimpiady brydżowe. Zawody Par | Olimpiady brydżowe. Zawody Par | Olimpiady brydżowe. Zawody Par |
| Rok                            | Miejsce                        | Zawody                                | Kategoria                      | Partner                        | Pozycja                        |
| ------------------------------ | ------------------------------ | ------------------------------------- | ------------------------------ | ------------------------------ | ------------------------------ |
| 2008                           | Pekin                          | 1. Światowe Zawody Sportów Umysłowych | Juniorzy                       | Danny Molenaar                 | 14                             |

| Olimpiady brydżowe. Zawody Indywidualne | Olimpiady brydżowe. Zawody Indywidualne | Olimpiady brydżowe. Zawody Indywidualne | Olimpiady brydżowe. Zawody Indywidualne | Olimpiady brydżowe. Zawody Indywidualne |
| Rok                                     | Miejsce                                 | Zawody                                  | Kategoria                               | Pozycja                                 |
| --------------------------------------- | --------------------------------------- | --------------------------------------- | --------------------------------------- | --------------------------------------- |
| 2008                                    | Pekin                                   | 1. Olimpiada Sportów Umysłowych         | Juniorzy                                | 11                                      |

### Zawody światowe
W światowych zawodach zdobył następujące lokaty:
| Mistrzostwa Świata. Konkurencja teamów | Mistrzostwa Świata. Konkurencja teamów | Mistrzostwa Świata. Konkurencja teamów | Mistrzostwa Świata. Konkurencja teamów | Mistrzostwa Świata. Konkurencja teamów | Mistrzostwa Świata. Konkurencja teamów |
| Rok                                    | Miejsce                                | Zawody                                 | Kategoria                              | Drużyna                                | Pozycja                                |
| -------------------------------------- | -------------------------------------- | -------------------------------------- | -------------------------------------- | -------------------------------------- | -------------------------------------- |
| 2011                                   | Veldhoven                              | 40. Mistrzostwa Świata Teamów          | Trans                                  | Het White 2                            | 9                                      |
| 2010                                   | Filadelfia                             | 13. Seria Mistrzostw Świata            | Open                                   | Hollman                                | 81                                     |
| 2010                                   | Filadelfia                             | 13. Seria Mistrzostw Świata            | Miksty                                 | Ida                                    | 7                                      |
| 2010                                   | Filadelfia                             | 13. Seria Mistrzostw Świata            | Juniorzy                               | Netherlands                            | 9                                      |
| 2009                                   | Stambuł                                | 1. Światowy Kongres Młodzieży          | Juniorzy                               | Netherlands Red                        | 4                                      |
| 2008                                   | Łódź                                   | 4. Puchar Świata Teamów Akademickich   | Open                                   | Netherland A                           | 1                                      |

| Mistrzostwa Świata. Konkurencja par | Mistrzostwa Świata. Konkurencja par | Mistrzostwa Świata. Konkurencja par   | Mistrzostwa Świata. Konkurencja par | Mistrzostwa Świata. Konkurencja par | Mistrzostwa Świata. Konkurencja par |
| Rok                                 | Miejsce                             | Zawody                                | Kategoria                           | Partner                             | Pozycja                             |
| ----------------------------------- | ----------------------------------- | ------------------------------------- | ----------------------------------- | ----------------------------------- | ----------------------------------- |
| 2009                                | Stambuł                             | 1. Światowy Kongres Młodzieży         | Juniorzy                            | Marion Michielsen                   | 1                                   |
| 2006                                | Pieszczany                          | 6. Młodzieżowe Mistrzostwa Świata Par | Juniorzy                            | Jacco Hop                           | 16                                  |
| 2003                                | Tata                                | 5. Młodzieżowe Mistrzostwa Świata Par | Juniorzy                            | Danny Molenaar                      | 86                                  |
| 2001                                | Stargard                            | 4. Mistrzostwa Świata Par Juniorów    | Juniorzy                            | Danny Molenaar                      | 103                                 |

### Zawody europejskie
W europejskich zawodach zdobył następujące lokaty:
| Zawody europejskie. Konkurencja teamów | Zawody europejskie. Konkurencja teamów | Zawody europejskie. Konkurencja teamów    | Zawody europejskie. Konkurencja teamów | Zawody europejskie. Konkurencja teamów | Zawody europejskie. Konkurencja teamów |
| Rok                                    | Miejsce                                | Zawody                                    | Kategoria                              | Drużyna                                | Pozycja                                |
| -------------------------------------- | -------------------------------------- | ----------------------------------------- | -------------------------------------- | -------------------------------------- | -------------------------------------- |
| 2013                                   | Ostenda                                | 6. Otwarte Mistrzostwa Europy             | Open                                   | Het Witte Huis                         | 27                                     |
| 2009                                   | Braszów                                | 22. Młodzieżowe Mistrzostwa Europy Teamów | Juniorzy                               | Netherlands                            | 4                                      |
| 2009                                   | San Remo                               | 4. Otwarte Mistrzostwa Europy             | Open                                   | Het Witte Huis 2                       | 17                                     |
| 2007                                   | Antalya                                | 3. Otwarte Mistrzostwa Europy             | Open                                   | Dutch Juniors                          | 68                                     |
| 2005                                   | Riccione                               | 20. Młodzieżowe Mistrzostwa Europy Teamów | Młodzież Szkolna                       | Netherlands                            | 10                                     |
| 2004                                   | Praga                                  | 19. Młodzieżowe Mistrzostwa Europy Teamów | Młodzież Szkolna                       | Netherlands                            | 3                                      |
| 2002                                   | Torquay                                | 18. Młodzieżowe Mistrzostwa Europy Teamów | Młodzież Szkolna                       | Netherlands                            | 4                                      |
| 2000                                   | Antalya                                | 17. Młodzieżowe Mistrzostwa Europy Teamów | Młodzież Szkolna                       | Netherlands                            | 8                                      |

| Zawody europejskie. Konkurencja par | Zawody europejskie. Konkurencja par | Zawody europejskie. Konkurencja par    | Zawody europejskie. Konkurencja par | Zawody europejskie. Konkurencja par | Zawody europejskie. Konkurencja par |
| Rok                                 | Miejsce                             | Zawody                                 | Kategoria                           | Partner                             | Pozycja                             |
| ----------------------------------- | ----------------------------------- | -------------------------------------- | ----------------------------------- | ----------------------------------- | ----------------------------------- |
| 2013                                | Ostenda                             | 6. Otwarte Mistrzostwa Europy          | Open                                | Danny Molenaar                      | 123                                 |
| 2010                                | Opatija                             | 10. Młodzieżowe Mistrzostwa Europy Par | Juniorzy                            | Bob Drijver                         | 26                                  |
| 2009                                | San Remo                            | 4. Otwarte Mistrzostwa Europy          | Open                                | Danny Molenaar                      | 34                                  |
| 2009                                | San Remo                            | 4. Otwarte Mistrzostwa Europy          | Miksty                              | Sabrina Frean                       | 289                                 |
| 2008                                | Wrocław                             | 9. Młodzieżowe Mistrzostwa Europy Par  | Juniorzy                            | Danny Molenaar                      | 21                                  |
| 2007                                | Antalya                             | 3. Otwarte Mistrzostwa Europy          | Open                                | Danny Molenaar                      | 85                                  |

## Klasyfikacja
- Tim Verbeek – klasyfikacja WBF (ang.)
- Tim Verbeek – klasyfikacja EBL (ang.)